# Suore missionarie cappuccine di San Francesco d'Assisi
Le Suore Missionarie Cappuccine di San Francesco d'Assisi (in portoghese Irmãs Missionárias Capuchinhas de São Francisco de Assis do Brasil) sono un istituto religioso femminile di diritto pontificio: i membri di questa congregazione pospongono al loro nome la sigla I.M.C.

## Storia
La congregazione fu fondata il 18 dicembre 1904 a Santo Antônio do Prata da Clemente Recalcati, missionario cappuccino nel Pará, insieme con cinque religiose, che adottarono la regola del terz'ordine di San Francesco e le costituzioni delle cappuccine di Loano.
L'istituto, aggregato all'ordine cappuccino dal 2 novembre 1908, ricevette il pontificio decreto di lode il 23 aprile 1951 e le sue costituzioni furono approvate definitivamente il 19 aprile 1958.

## Attività e diffusione
Le suore si dedicano al lavoro nelle missioni, in particolare alla cura degli orfani, all'educazione dei giovani, all'assistenza ad anziani e ammalati e al servizio nei lebbrosari.
Oltre che in Brasile, sono presenti in Ecuador e Mozambico; la sede generalizia è a Fortaleza.
Alla fine del 2008 la congregazione contava 257 religiose in 55 case.